# Умудлу (Агдеринский район)
Умудлу (азерб. Umudlu) — село в Агдеринском районе Азербайджана, является центром Умудлинского сельского административно-территориального округа.

## География
Село Умудлу является центром Умудлинского сельского административно-территориального округа Агдеринского района, при этом в состав этого сельского административно-территориального округа входит также и село Зейлик.
Расположено в 36 км к западу от районного центра — города Агдере, в предгорной местности, на левом берегу Сарсангского водохранилища.

## История

### Период Азербайджанской ССР
На 1 января 1977 года село являлось центром Умудлинского сельсовета Мардакертского района Нагорно-Карабахской автономной области Азербайджанской ССР.
В период Азербайджанской ССР население занималось в основном животноводством, табаководством. В селе имелись средняя школа, дом культуры, библиотека, киноустановка, медицинский пункт.

### Карабахский конфликт
Согласно историку Джавиду Багирзаде, 25 апреля 1991 года село Умудлу обстреливалось с направления села Атерк (ныне Гасанриз) и Зейлик. Несколько жителей села были ранены. Жилым зданиям был нанесён ущерб. В газете «Коммунист» от 23 мая 1991 года было отмечено, что положение в селе стало тревожным: армянские вооружённые отряды около недели обстреливали село из автоматов, пулемётов, а также подвергали село ракетному обстрелу. Ракетами типа «Алазань» было разрушено несколько домов.
26 мая 1991 года село вновь подверглось обстрелу с направления сёл Атерк и Зейлик. В ходе обстрела погиб один житель села.
Население стало держаться в панике и страхе. Работать в летнее время на посевных площадях, пастбищах, лесах, относящихся к селу, стало тяжелее. Армянские отряды подожгли 4 комплекса современного типа, где содержалось более 800 голов скота, а также стоги сена и жилые дома. Село посетили председатель оргкомитета НКАО Виктор Поляничко и комендант района чрезвычайного положения полковник В. Жуков. В ходе визита были проведены встречи с жителями села и обсуждена создавшаяся ситуация. 17 июня 1991 года сёла Умудлу и Имарат-Гарванд были обстреляны из направлений соседних сёл Атерк (ныне Гасанриз), Зейлик и Чапар.
5 августа 1991 года со стороны села Зейлик были обстреляны женщины, работавшие вблизи села Умудлу. В ночь с 25 по 26 декабря сёла Умудлу, Баш-Гюнейпея, Маникли (или Маниклу, ныне Меликли) были подвергнуты ракетному и артиллерийскому обстрелу, жители были ранены, дома разрушены. Нападения на сёла, населённые азербайджанцами, увеличились к концу года. Жители разными путями пытались приобрести оружие, организовывали силы самообороны, устанавливали посты, пытаясь оборонять свои сёла. 
2 сентября 1991 года на совместной сессии Нагорно-Карабахского областного и Шаумяновского районного Советов народных депутатов была принята Декларация о провозглашении Нагорно-Карабахской Республики в границах Нагорно-Карабахской автономной области и сопредельного Шаумяновского района Азербайджанской ССР. 
26 ноября 1991 года Верховный Совет Азербайджана принял закон «Об упразднении Нагорно-Карабахской автономной области Азербайджанской Республики». В законе было постановлено помимо упразднения Нагорно-Карабахской автономной области в том числе переименование Мардакертского района в Агдеринский.
В ходе Первой Карабахской войны в 1992 году в Агдеринском районе развернулись ожесточенные бои. В феврале 1992 года азербайджанское население покинуло Умудлу. 28 февраля 1992 года находившееся долгое время в окружении село было занято армянскими вооружёнными отрядами. Однако 4-9 июля 1992 года Азербайджан восстановил контроль над селом. 21 июля 1992 года село вновь было занято армянскими вооружёнными формированиями. В августе 1992 года Азербайджан вновь восстановил контроль над селом.
Решением Парламента Азербайджана от 13 октября 1992 года Агдеринский район был ликвидирован. Село было передано в состав Тертерского района.
В 1993 году здесь укрепились армянские войска. Таким образом, село попало под контроль непризнанной Нагорно-Карабахской Республики (НКР) и было заселено этническими армянами, получив название Акнаберд (арм. Ակնաբերդ). 
Несмотря на фактическое нахождение в Мартакертском районе непризнанной НКР, село было включено в состав Шаумяновского района НКР и с 1995 по 1998 годы являлось его административным центром. Впоследствии центр Шаумяновского района НКР был перенесён в город Кельбаджар.
Согласно Трёхстороннему Заявлению в ночь с 9 по 10 ноября 2020 года, подписанному по итогам Второй Карабахской войны, село перешло под контроль Российских миротворческих сил. 
По итогам боевых действий в сентябре 2023 года Азербайджан восстановил контроль над селом Умудлу и над всей территорией на тот момент бывшего Агдеринского района.

### Современный период
27 декабря 2023 года Агдеринский район был восстановлен в прежних границах и Умудлинский сельский административно-территориальный округ вместе с входящим в него селом Умудлу вошёл в состав этого района. В настоящее время село Умудлу является центром Умудлинского сельского административно-территориального округа Агдеринского района Азербайджана. 

## Население
По данным Свода статистических данных о населении Закавказского края, извлеченных из посемейных списков 1886 года, в селе Умудлу (другое название — Герравенд 3-й) Герравендского сельского округа Джеванширского уезда Елизаветпольской губернии было 45 дымов и проживал 241 азербайджанец (указаны как «татары»), по вероисповеданию — шиитов. 52 человека принадлежали к высшему мусульманскому сословию, остальные являлись государственными крестьянами.
В 1912 году, по данным Кавказского календаря, в селе жили 362 человека, в 1921 году — 304 человека, все население было азербайджанским. В период Азербайджанской ССР годы село было населено азербайджанцами. На 1985 год здесь жил 741 человек.
В 2005 году население села составляло 482 человека.

## Восстановление после войны
18 марта 2025 года открыта после реконструкции автомобильная дорога от Сарсангского водохранилища до села. Дорога IV технической категории, протяжённостью 9,4 км, ширина полос — 6 м.

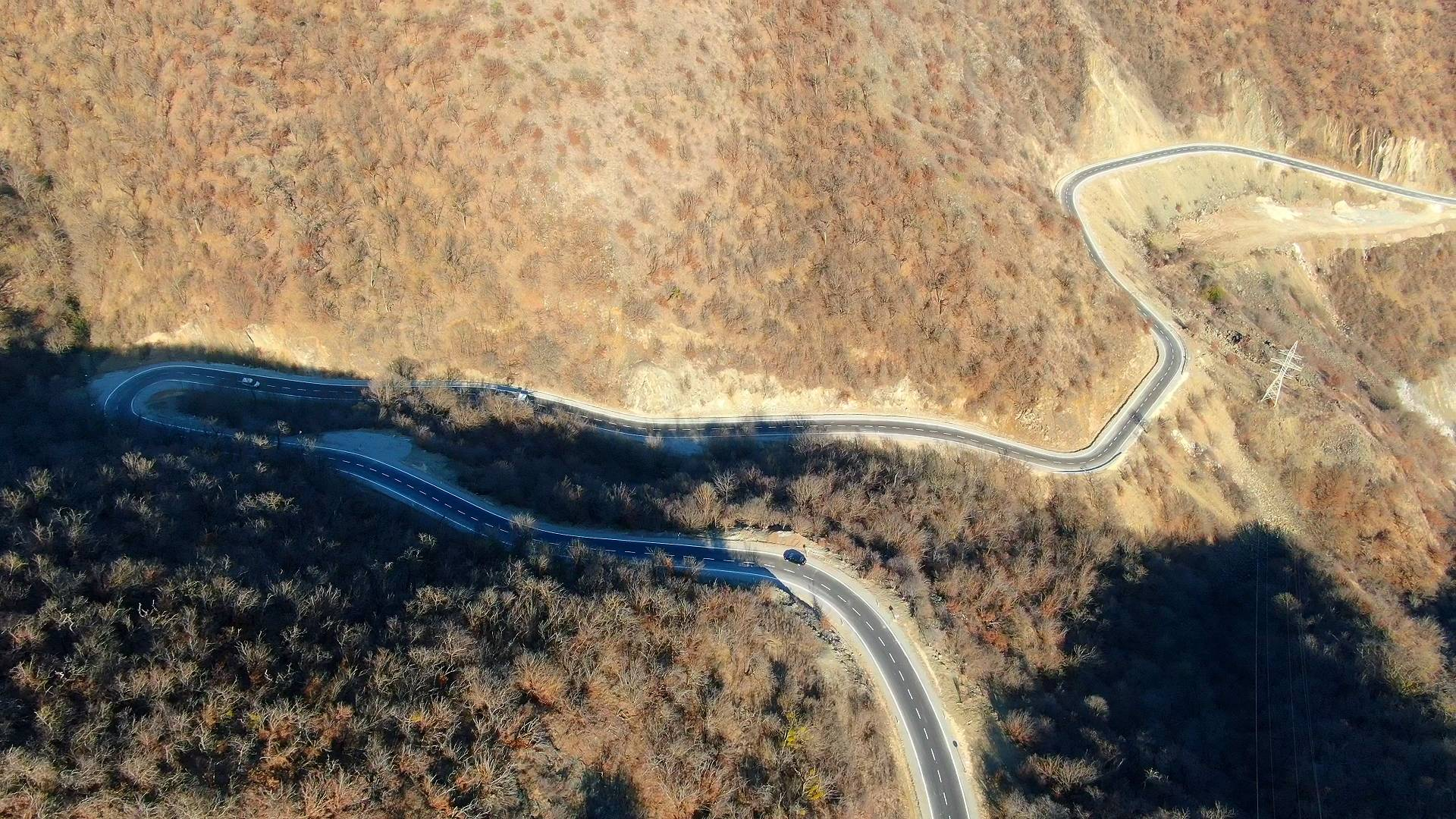
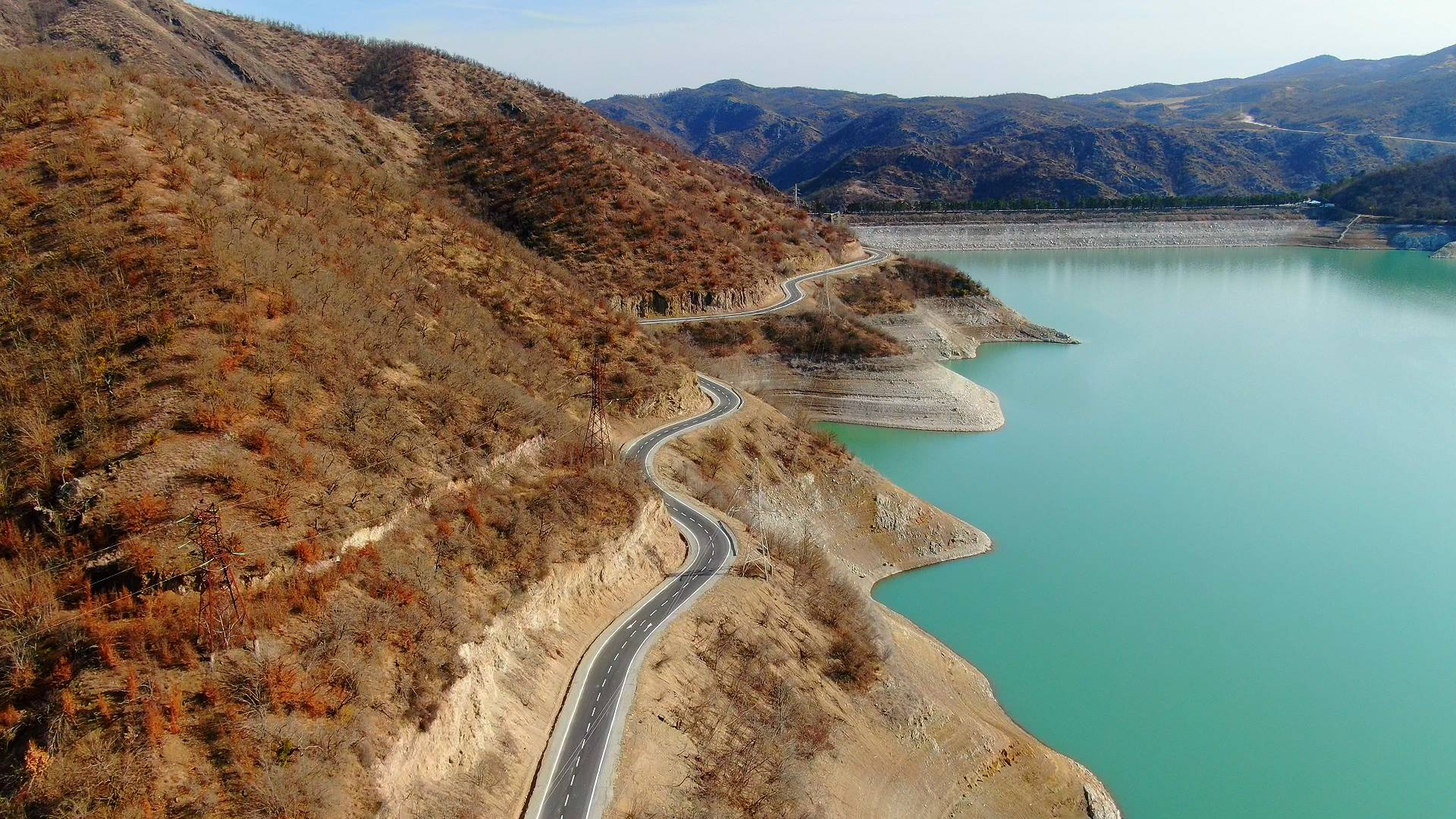
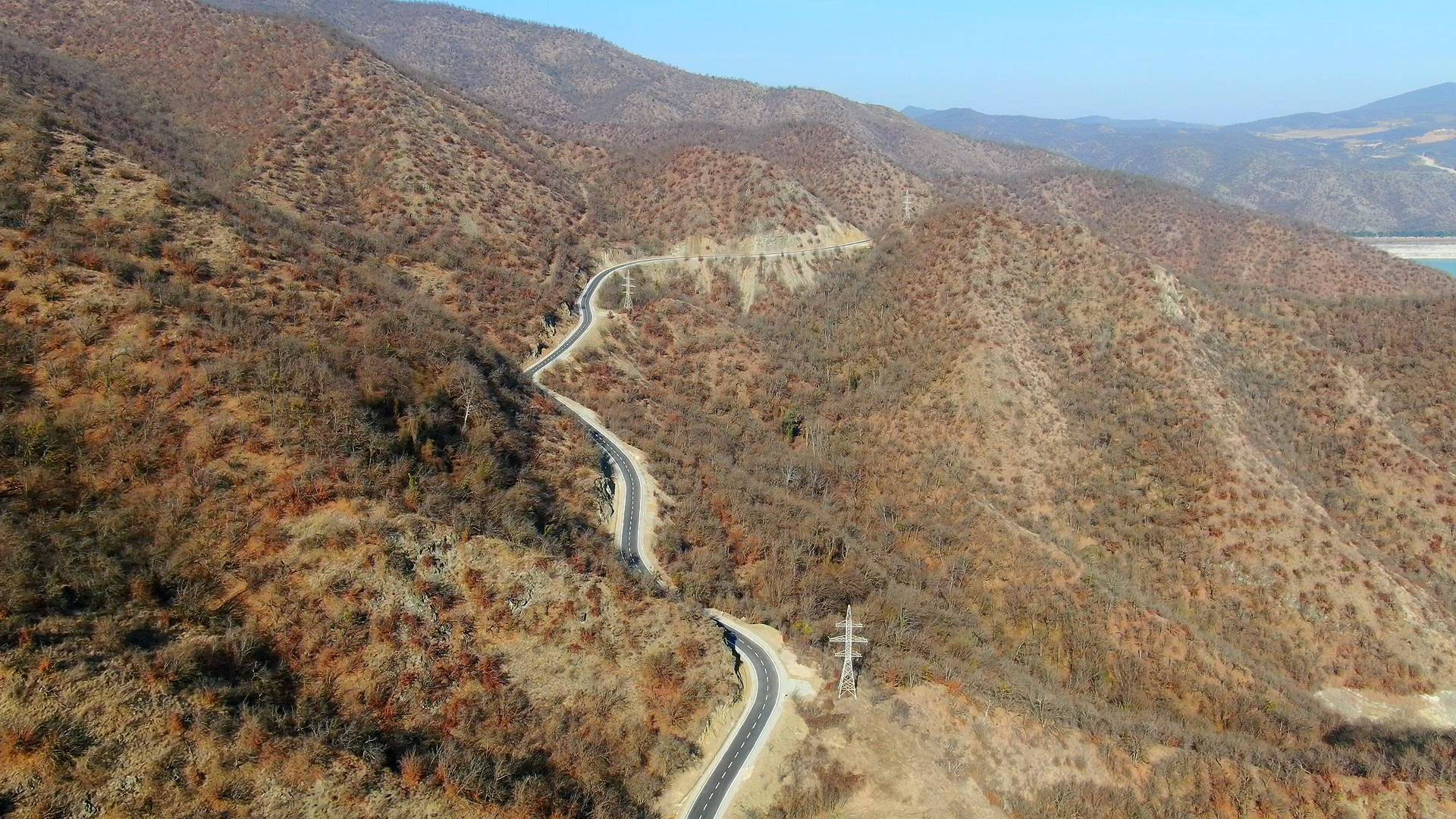